# Песчаный (Ставропольский край)
Песча́ный — посёлок в Курском районе (муниципальном округе) Ставропольского края России.

## География
Расстояние до краевого центра: 292 км.
Расстояние до районного центра: 71 км.

## История
В соответствии с Указом Президиума Верховного Совета РСФСР от 21 сентября 1964 года посёлок Третья ферма совхоза № 8 «Моздокский» переименован в посёлок Песчаный.
До 16 марта 2020 года Песчаный входил в состав сельского поселения Рощинский сельсовет.

## Население
| 1989 | 2002 | 2010 | 2021 |
| ---- | ---- | ---- | ---- |
| 240  | ↘107 | ↘85  | ↗106 |

По данным переписи 2002 года в национальной структуре населения чеченцы составляли 28 %, даргинцы — 39 %.